# Protochauliodes humeralis
Protochauliodes humeralis är en insektsart som först beskrevs av Banks 1908.  Protochauliodes humeralis ingår i släktet Protochauliodes och familjen Corydalidae. Inga underarter finns listade i Catalogue of Life.